# Henry Fitch Taylor
Henry Fitch Taylor (ur. 15 września 1853 w Cincinnati, zm. 10 września 1925 w Plainfield) – amerykański malarz, jeden z pionierów kubizmu w Ameryce. 
Wchodził w skład komitetu organizacyjnego pierwszej w Stanach Zjednoczonych międzynarodowej wystawy sztuki nowoczesnej, Armory Show (1913) i był jego pierwszym przewodniczącym.

## Życiorys
Henry Fitch Taylor urodził się 15 września 1853 roku w Cincinnati w stanie Ohio. Za młodu zainteresował się teatrem. Został członkiem zespołu Josepha Jeffersona. Jefferson, który sam był malarzem, zachęcił go do wyjazdu do Paryża. Tam Taylor zapisał się do Académie Julian, a w 1885 roku wyjechał do Barbizon, aby malować. Trzy lata później, już jako wytrawny malarz w stylu impresjonistycznym, powrócił do Stanów Zjednoczonych.
W 1891 roku został wybrany członkiem stowarzyszonym Society of American Artists, ugrupowania awangardowych artystów, założonego w opozycji do konserwatywnej National Academy of Design i bardziej otwartego na wystawianie nowej sztuki, którą sprowadzali z Francji amerykańscy impresjoniści, tacy jak sam Taylor, John Henry Twachtman i inni.

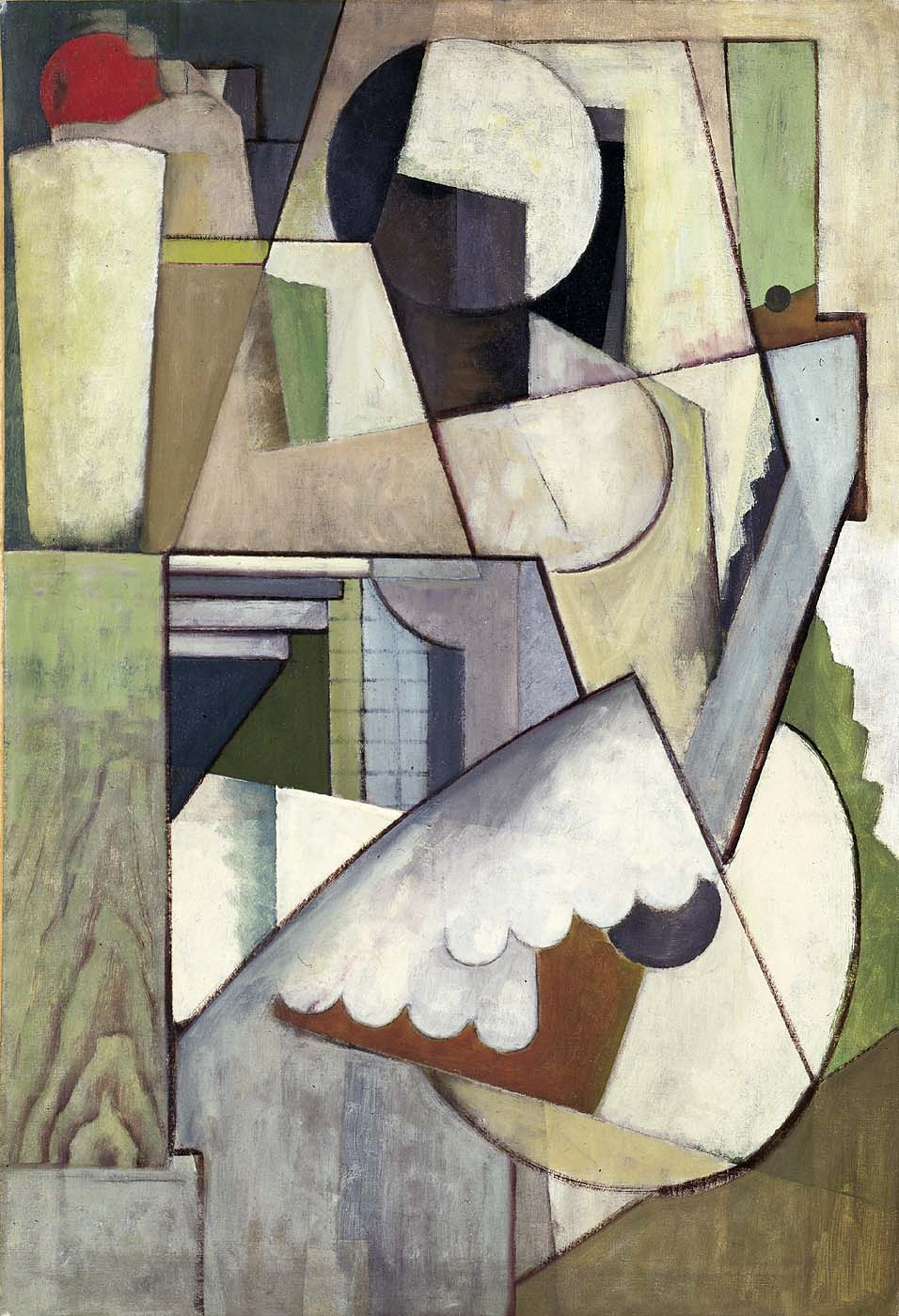
Postać z gitarą II, 1914, Smithsonian American Art Museum

Taylor wziął udział w kilku wystawach, ale później porzucił uznany, nowojorski świat sztuki. W latach 1898–1908 przebywał w Cos Cob w Connecticut, ale malował niewiele i nic nie wystawiał. Cos Cob był czymś w rodzaju kolonii artystycznej; częstymi gośćmi byli tam John Henry Twachtman, Childe Hassam i Willa Cather, nieco rzadszymi Arthur Bowen Davies, George Luks i Walt Kuhn. Mieli oni odegrać decydującą rolę w życiu Taylora jako artysty. We wczesnym okresie swojej kariery Taylor był impresjonistą. Należał do pokolenia, które stworzyło niemal wszystkie ważne dzieła amerykańskiego impresjonizmu. Gdy nastał kubizm Taylor razem z innymi amerykańskimi artystami zaczął eksplorować jego założenia. Pozostawał jednak artystą mało znanym. W 1908 roku wraz z Clarą Potter Davidge (swoją przyszłą żoną) przejął kierownictwo Madison Gallery w Nowym Jorku. Galeria wystawiała zarówno prace czołowych amerykańskich artystów (George Bellows i Walt Kuhn), jak i drugiego pokolenia amerykańskich impresjonistów (Richard E. Miller, Frederick Carl Frieseke i Edmund Greacen). Kuhn i inni artyści z Cos Cob prowadzili z Taylorem rozmowy, których efektem było powstanie stowarzyszenia amerykańskich malarzy i rzeźbiarzy – Association of American Painters and Sculptors. Taylor był jego pierwszym prezydentem. Przechodząc w 1912 roku na emeryturę, przekazał to stanowisko Daviesowi, ale nadal pełnił funkcję członka zarządu i sekretarza. Nieco ponad rok później Stowarzyszenie przyczyniło się do zorganizowania najważniejszego pojedynczego wydarzenia w historii amerykańskiej sztuki XX wieku, wystawy Armory Show. Blisko sześćdziesięcioletni Taylor podjął na nowo malowanie. Początkowo tworzył martwe natury w stylu Paula Cézanne’a. Przeszedł przez wszystkie fazy kubizmu, zarówno analityczną, jak i syntetyczną. W 1914 roku wystawiał w Montross Gallery, która pokazała również dzieło francuskiego kubisty Alberta Gleizesa. Taylor niemal natychmiast zareagował na to dzieło, tworząc własne, abstrakcyjne kompozycje, złożone z okrągłych, rotujących form. W 1915 roku namalował metaforyczny obraz Z pokolenia na pokolenie, w którym blada i anonimowa, ale raczej tradycyjnie oddana postać staje twarzą w twarz z inną postacią, podobną do maszyny, siedzącą w ściśniętej, kubistycznej przestrzeni. Przykładem jego eksploracji syntetycznego kubizmu jest Martwa natura, namalowana w latach 1913–1914.
Taylor zajmował się również analogią pomiędzy muzyką a sztuką wizualną, co zbliżyło go do synchromistów: Morgana Russella i Stantona Macdonalda-Wrighta, których prace po raz pierwszy pokazano w Nowym Jorku w 1914 roku. Analogia z muzyką stała się również podstawą jego rozprawy The Taylor System of Organized Color, w której przedstawił system doboru barw harmonizujących, oferujący większą różnorodność, niż w przypadku standardowej teorii barw.
W 1921 roku prace Taylora zostały zaprezentowane na wystawie Exhibition of Paintings and Drawings Showing the Later Tendencies in Art, będącej obszernym przeglądem amerykańskiej sztuki współczesnej w Pennsylvania Academy of the Fine Arts w Filadelfii. Znalazły się tam również dzieła czołowych amerykańskich modernistów, w dużej mierze związanych z Alfredem Stieglitzem, takich jak : Marsden Hartley, Charles Sheeler, Georgia O’Keeffe, Charles Demuth, Man Ray, Max Weber i Joseph Stella.